# Jack McDevitt
Jack McDevitt (ur. 14 kwietnia 1935 w Filadelfii) – amerykański pisarz science fiction, laureat nagród Nebula, Campbella i Locusa. W Polsce jego utwory były wydawane przez Wydawnictwo Solaris.
Jest absolwentem Wesleyan University (1971).

## Twórczość

### Cykle literackie

#### Akademia / Priscilla (Hutch) Hutchins
- Boża maszyneria (The Engines of God, 1995)
- Boża klepsydra (Deepsix, 2001)
- Chindi (2002)
- Omega (2003; nagroda Campbella 2004)
- Odyssey (2006)
- Cauldron (2007)
- The Long Sunset (2018)

#### Brzegi zapomnianego morza
- Brzegi zapomnianego morza (Ancient Shores, 1996)
- Thunderbird (2015)

#### Alex Benedict
- Smykałka do wojny (A Talent for War, 1989)
- Polaris (2004)
- Poszukiwacz (Seeker, 2005; Nebula 2006)
- The Devil's Eye (2008)
- Echo (2010)
- Firebird (2011)
- Coming Home (2014)
- Octavia Gone (2019)
- Village in the Sky (2023)

### Powieści
- The Hercules Text (1986; nagroda Locusa w kategorii „Debiut powieściowy” 1987)
- Droga do wieczności (Eternity Road, 1998)
- Zagłada Księżyca (Moonfall, 1998)
- Bezkresny ocean (Infinity Beach, 2000)
- Time Travelers Never Die (2009)
- The Cassandra Project (2012; współautor Mike Resnick)

### Zbiory opowiadań
- Standard Candles (1996)
- Ships in the Night (2005)
- Outbound (2006)
- Cryptic: The Best Short Fiction of Jack McDevitt (2009)
- A Voice in the Night (2018)
- Return to Glory (2022)